# Benjamin England
Benjamin England (1647 - 1711) foi um político inglês que foi membro do Parlamento por Great Yarmouth, Norfolk, de 1702 a 1709.